# P/2011 P1 (McNaught)
P/2011 P1 (McNaught) est une comète périodique du système solaire, plus précisément une comète de la famille de Jupiter. Elle a été découverte le 1er août 2011 par Robert H. McNaught dans le cadre du Siding Spring Survey.